# Неза Бідуан
Неза Бідуан (фр. Nezha Bidouane, араб. نزهة بدوان; нар. 18 вересня 1969) — марокканська бар'єристка.

## Спортивні досягнення
Бронзова олімпійська призерка з бігу на 400 метрів з бар'єрами (2000). Учасниця олімпійських змагань з бігу на 400 метрів з бар'єрами на двох інших Іграх (1992, 2004), де зупинилась у попередніх забігах.
Чемпіонка світу з бігу на 400 метрів з бар'єрами (1997, 2001). Срібна призерка чемпіонату світу з бігу на 400 метрів з бар'єрами (1999).
Переможниця Кубку світу з бігу на 400 метрів з бар'єрами (1998). Була 5-ю (1994) та 6-ю (1992) на інших Кубках світу у цій дисципліні.
Чемпіонка Африки з бігу на 400 метрів з бар'єрами (1990, 1998). Срібна призерка чемпіонату Африки з бігу на 100 метрів з бар'єрами (1990). Бронзова призерка чемпіонату Африки з естафетного бігу 4×400 метрів (1988).
Чемпіонка Марокко з бігу на:
- 100 метрів (1991);
- 200 метрів (1988, 1990, 1992 1993);
- 400 метрів (1994);
- 100 метрів з бар'єрами (1988, 1989, 1990, 1991, 1995);
- 400 метрів з бар'єрами (1989, 1990, 1991, 1993, 1995).